# Kaspry
Kaspry (deutsch Kaspersguth) ist ein kleines Dorf in der polnischen Woiwodschaft Ermland-Masuren und gehört zur Gmina Szczytno (Landgemeinde Ortelsburg) im Powiat Szczycieński (Kreis Ortelsburg).

## Geographische Lage
Kaspry liegt in der südlichen Mitte der Woiwodschaft Ermland-Masuren, sieben Kilometer nördlich der Kreisstadt Szczytno (deutsch Ortelsburg).

## Geschichte

### Ortsname
Kaspersguth erhielt seinen Namen nach dem am Ort vorbeifließenden Bach Kaspe.

### Ortsgeschichte
Die Gründung des aus mehreren kleinen Höfen und Gehöften bestehenden und nach 1785 Caspersgut, nach 1820 Kasperngut genannten kleinen Ortes ist auf den 22. Juli 1437 zu datieren, als der Hochmeister des Deutschen Ordens Heinrich von Plauen den „Getreuen Mathes und Gerge“ Land verlieh, weil  „er zu Herzen genommen hat die Geringigkeit des Ackers zu Caspersgut“. Die wirtschaftlichen Verhältnisse wurden auch 1787 noch „als sehr mittelmäßig“ bezeichnet, denn die Einwohner „leiden des öfteren unter Überschwemmungen des Kaspe“. Noch 1850 war die Lage nicht groß verändert. Erst 1909 brachte die Errichtung der Eisenbahnlinie Bischofsburg–Ortelsburg den Einwohnern ein paar Vorteile.
Zwischen 1874 und 1945 war Kaspersguth in den Amtsbezirk Schöndamerau (polnisch Trelkowo) eingegliedert, der zum ostpreußischen Kreis Ortelsburg gehörte. 1910 betrug die Einwohnerzahl Kasperguths 97. Sie stieg bis 1933 auf 110 und belief sich 1939 noch auf 92.
Aufgrund der Bestimmungen des Versailler Vertrags stimmte die Bevölkerung im Abstimmungsgebiet Allenstein, zu dem Kaspersguth gehörte, am 11. Juli 1920 über die weitere staatliche Zugehörigkeit zu Ostpreußen (und damit zu Deutschland) oder den Anschluss an Polen ab. In Kaspersguth stimmten 59 Einwohner für den Verbleib bei Ostpreußen, auf Polen entfielen keine Stimmen.
Als 1945 in Kriegsfolge das gesamte südliche Ostpreußen an Polen überstellt wurde, war auch Kaspersguth davon betroffen. Es erhielt die polnische Namensform „Kaspry“ und ist heute eine Ortschaft innerhalb der Landgemeinde Szczytno (Ortelsburg) im Powiat Szczycieński (Kreis Ortelsburg), bis 1998 der Woiwodschaft Olsztyn, seither der Woiwodschaft Ermland-Masuren zugehörig. 2011 zählte Kaspry 59 Einwohner.

## Kirche
Bis 1945 war Kaspersguth kirchlich nach Ortelsburg hin orientiert: zur dortigen evangelischen Pfarrkirche in der Kirchenprovinz Ostpreußen der Kirche der Altpreußischen Union sowie der römisch-katholischen Kirche, die zum damaligen Bistum Ermland gehörte.
Evangelischerseits ist auch für die Einwohner Kasprys die Kirche in Szczytno deren Pfarrkirche, jetzt der Diözese Masuren der Evangelisch-Augsburgischen Kirche in Polen zugehörig. Katholischerseits besteht jetzt die Beziehung zur Kirche in Trelkowo (Groß Schöndamerau) im jetzigen Erzbistum Ermland.

## Schule
Bis 1911 gehörte Kaspersguth schulisch zu Rohmanen (polnisch Romany). Danach wurde in einem Privathaus ein Klassenzimmer eingerichtet und eine Lehrerwohnung in einem anderen Wohnhaus geschaffen. 1926 endlich konnte ein eigenes Schulhaus errichtet werden. Unterrichtet wurden hier bis 1945 auch die Schulkinder aus Achodden (1938 bis 1945 Neuvölklingen, polnisch Ochódno) und teilweise Kinder aus Alt Keykuth (Stare Kiejkuty).

## Verkehr
Kaspry liegt an einer Nebenstraße, die Ochódno an der Landesstraße 58 mit Romany an der Woiwodschaftsstraße 600 verbindet. Der Anschluss an die Bahnstation Ochódno der Bahnstrecke Czerwonka–Szczytno besteht seit 1992 nicht mehr.